# Proleucinodes melanoleuca
Proleucinodes melanoleuca là một loài bướm đêm trong họ Crambidae.